# Bašár al-Asad
Bašár Háfiz al-Asad (arabsky بشار حافظ الأسد‎; * 11. září 1965 Damašek) je syrský lékař a politik, bývalý prezident Sýrie. Kromě toho byl vrchním velitelem Syrských ozbrojených sil a generálním tajemníkem Ústředního velení Socialistické strany arabské obrody, která se nominálně hlásí k neoba'athismu. Jeho otcem a předchůdcem byl generál Háfiz al-Asad, jehož prezidentství v letech 1971–2000 znamenalo přeměnu Sýrie z republiky v dynastickou diktaturu.
Narodil se a vyrůstal v Damašku, v roce 1988 absolvoval Lékařskou fakultu Damašské univerzity a začal pracovat jako lékař v Syrské armádě. O čtyři roky později absolvoval postgraduální studium v Londýně, kde se specializoval na oftalmologii. Po smrti staršího bratra Básila v roce 1994 byl povolán do Sýrie, aby převzal jeho roli následníka. Nastoupil na vojenskou akademii a v roce 1998 převzal velení nad okupací Libanonu. V červenci 2000 se po smrti svého otce Hafíze stal prezidentem. V únoru 2005 byl zavražděn libanonský předseda vlády Rafík Harírí, což vyvolalo cedrovou revoluci, která donutila Asada ukončit okupaci Libanonu.
Způsob vlády Bašára al-Asada byl popisován jako personalistická diktatura, která vládla jako totalitní policejní stát. Asadův režim se vyznačoval četným porušováním lidských práv a tvrdými represemi. Ačkoli se režim označoval za sekulární, různí politologové a pozorovatelé uvádějí, že využíval sektářského napětí v zemi. První desetiletí Asadova prezidentství bylo poznamenáno intenzivní cenzurou, hromadnými popravami, nucenými zmizeními, diskriminací etnických menšin a rozsáhlým sledováním ze strany tajné policie. Spojené státy, Evropská unie a většina státu Ligy arabských států vyzvaly Asada k odstoupení z funkce prezidenta v roce 2011 poté, co nařídil násilné potlačení Arabského jara, což vedlo k vypuknutí občanské války v Sýrii. V této válce zahynulo přibližně 580 000 lidí, z toho minimálně 306 000 civilistů, přičemž více než 90 % civilních obětí mají na svědomí proasadovské jednotky. Válka také vyhnala z domovů 14 milionů Syřanů, z nichž více než polovina je uprchlíky, což způsobilo největší uprchlickou krizi na světě. Dalších 154 000 civilistů nuceně zmizelo či bylo svévolně zadrženo; více než 135 000 osob bylo mučeno, vězněno nebo zemřelo ve vládních vazebních střediscích.
Dne 8. prosince 2024 dobyli syrští povstalci Damašek, Asad uprchl ze země a byl oznámen konec jeho režimu.

## Osobní život a vzdělání
Narodil se jako druhorozený syn, což ho vylučovalo z asadovských dynastických pravidel dědění. Proto mohl studovat. Bašár Háfiz al-Asad vystudoval na univerzitě v Damašku a na Western Eye Hospital v Londýně lékařství a stal se očním lékařem. Začal kariéru oftalmologa, v Londýně se seznámil s Londýňankou syrského původu Asmou al-Akhras. Po dopravní nehodě roku 1994, ve které přišel jeho starší bratr Básil al-Asad o život, se navrátil do Sýrie, z rozhodnutí otce se stal jeho vybraným nástupcem. Absolvoval vojenskou akademii v Homsu.
Se ženou Asmou mají tři děti.

## Politická kariéra
Po smrti jeho otce na srdeční infarkt 10. června 2000 byl v ústavě Syrské republiky změněn minimální věk na kandidaturu do prezidentského křesla, takže se mohl ve svých 34 letech stát otcovým následníkem. O měsíc později 10. července 2000 byl oficiálně zvolen v referendu 97,29 % hlasů prezidentem. V roce 2005 se musel s armádou stáhnout z okupovaného území Libanonu po propuknutí tzv. libanonské cedrové revoluce.
S Bašárovým nástupem k moci byly spojovány naděje na uvolnění a reformu syrského režimu strany BAAS, která je v Sýrii u moci od roku 1963. Hovořilo se dokonce o tzv. damašském jaru. Krátké období reforem z roku 2000 však proměnu režimu zevnitř nakonec nepřineslo.
Forma vlády, kterou staví Bašar al-Asad, je dnes politology považována za autoritářský režim. Asad vlastní režim popisoval jako sekulární, nicméně pozorovatelé a zahraniční experti popisují, že u moci se držel etnickými a sektářskými tlaky.
Ačkoli byl dříve Asad viděn jako místní a mezinárodní, tedy mezi arabskými státy výjimečným, očekávání odborníků nenaplnil, když tvrdě zasáhl (a vojensky obléhal) podporovatele Arabského jara, čímž způsobil konflikt dnes známý jako syrská občanská válka. Syrská opozice, EU, Spojené státy a většina státu Arabské ligy vyzvaly Asada k rezignaci. Během syrské občanské války byl Asad obviněn z válečných zločinů a zločinů proti lidskosti organizací OSN.
V roce 2007 byl zvolen ještě jednou na další sedmileté období. Asad se hlásí k náboženskému směru alavitů. Od roku 2011 je terčem mezinárodní kritiky v souvislosti s jeho bojem proti rebelům v syrské občanské válce, která stále trvá (2022). V roce 2013 byl jeho režim obviněn vládami některých členských států OSN ze zneužití mezinárodně zakázaných chemických zbraní, jejich použití však nebylo dosud prokázáno.
Koncem dubna 2014 Asad ohlásil svou kandidaturu v prezidentských volbách. Byly to po desetiletích první prezidentské volby s více kandidáty. Tyto volby vyhrál a 16. července 2014 složil v damašském paláci prezidentskou přísahu na třetí sedmileté období. Evropská unie volby považovala za nelegální, spojenci Damašku naopak za demokratické.
Prezidentský mandát obhájil i ve volbách konaných 26. května 2021, kdy získal, dle oficiálních údajů, 95,1% hlasů při téměř 79% volební účasti.
V listopadu roku 2023 byl na Asada vydán Francií mezinárodní zatykač kvůli chemickému útoku z roku 2013 ve městě Ghúta, na kterém se měl údajně podílet. Zatykač byl rovněž vydán na jeho bratra Máhira a dva generály syrské armády.
Dne 8. prosince 2024 byl oznámen pád jeho režimu a útěk ze země po dobytí Damašku syrskou opozicí. Dobytí hlavního města a pád Asada provázela rychlá ofenziva protiasadovských milic a to téměř bez bojů a výrazné pomoci ze strany např. Ruska, jednoho z podporovatelů Asadova režimu. Dle ruské státní zpravodajské agentury TASS dostal Asad s rodinou humanitární azyl v Rusku. Syrská přechodná vláda vedená Ahmadem Šarou požádala v lednu 2025 o Asadovo vydání, Kreml žádost odmítl.

## Vyznamenání
- velkokříž Řádu čestné legie – Francie, udělil 25. června 2001 francouzský prezident Jacques Chirac,[24] vrácen al-Asadem 20. dubna 2018 poté, co francouzský prezident Emmanuel Macron 16. dubna 2018 zahájil proces odejmutí tohoto řádu[25]
- Řád knížete Jaroslava Moudrého I. třídy – Ukrajina, 20. dubna 2002 – udělil prezident Leonid Kučma,[26] v roce 2015 na nátlak veřejnosti přezkoumáno udělení řádu s výsledkem, že podle ukrajinských zákonů není možné toto udělení zrušit[27]
- Řád Františka I. – Bourbon-Obojí Sicílie, udělen 21. března 2004, později odebrán princem Karlem[28]
- řetěz Řádu Zajda – Spojené arabské emiráty, 31. května 2008 – udělil Chalífa bin Saíd Ál Nahján[29]
- velkokříž s řetězem Řádu bílé růže – Finsko, 5. října 2009 – udělila prezidentka Tarja Halonenová[30]
- Řád krále Abd al-Azíze – Saúdská Arábie, 8. října 2009 – udělil Abd Alláh bin Abd al-Azíz[31]
- velkokříž s řetězem Řádu zásluh o Italskou republiku – Itálie, udělil 11. března 2010 prezident Giorgio Napolitano, který jej opětovně dne 28. září 2012 odebral[32]
- velkokříž s řetězem Řádu osvoboditele – Venezuela, 28. června 2010 – udělil prezident Hugo Chávez[33]
- velkokříž s řetězem Řádu Jižního kříže – Brazílie, 30. června 2010 – udělil prezident Luiz Inácio Lula da Silva,[34] v roce 2018 byl v Národním kongresu Brazílie předložen návrh zákona o zrušení udělení tohoto vyznamenání[35]
- velkostuha Národního řádu cedru – Libanon, 31. července 2010 – udělil prezident Michel Sulajmán[36]
- Řád Íránské islámské republiky – Írán, 2. října 2010 – udělil Mahmúd Ahmadínežád[37]